# Rosa salvaje
Rosa salvaje är en mexikansk telenovela som sändes på Canal de las Estrellas från 1987 till 1988, med Verónica Castro och Guillermo Capetillo i huvudrollerna.

## Rollista (i urval)
- Verónica Castro som Rosa García
- Guillermo Capetillo som Ricardo Linares / Rogelio Linares
- Laura Zapata som Dulcina Linares
- Liliana Abud som Cándida Linares
- Claudio Báez som Federico Robles
- Armando Calvo som Sebastián
- Josefina Escobedo som Felipa González
- Edith González som Leonela Villarreal #1
- Felicia Mercado som Leonela Villarreal #2
- Magda Guzmán som Tomasa Gonzalez